# Anacroneuria toriba
Anacroneuria toriba är en bäcksländeart som beskrevs av Froehlich 2002. Anacroneuria toriba ingår i släktet Anacroneuria och familjen jättebäcksländor. Inga underarter finns listade i Catalogue of Life.